# Once More, with Feeling!
Once More, with Feeling! is een Britse filmkomedie uit 1960 onder regie van Stanley Donen.

## Verhaal
Dolly is de vrouw van Victor Fabian, de briljante dirigent van een symfonieorkest in Londen. Ze heeft het laakbare gedrag van haar man altijd oogluikend toegestaan. Als Victor echter een affaire begint met een jonge pianiste, wil ze hem een lesje leren.

## Rolverdeling
| Acteur             | Personage                     |
| ------------------ | ----------------------------- |
| Yul Brynner        | Victor Fabian                 |
| Kay Kendall        | Dolly Fabian                  |
| Geoffrey Toone     | Dr. Richard Hilliard          |
| Maxwell Shaw       | Jascha Gendel / Grisha Gendel |
| Mervyn Johns       | Mijnheer Wilbur jr.           |
| Martin Benson      | Luigi Bardini                 |
| Harry Lockart      | Chester                       |
| Gregory Ratoff     | Maxwell Archer                |
| Shirley Anne Field | Angela Hopper                 |